# Житловий будинок Миколи Паніна
Житловий будинок Миколи Паніна (рос. Жилой дом Николая Панина) — будівля в Ростові-на-Дону, побудована 1910 року в стилі модерн. 
Розташований за адресою: м. Ростов-на-Дону, Ульяновська вулиця, будинок 39. 

## Історія
Будівля була побудована за проектом архітектора Є. М. Гуліна на кошти купця М. А. Паніна. Становить єдиний архітектурний комплекс поруч зі старообрядницьким Покровським собором. В будинку Паніна розміщувалася старообрядницька богадільня (за іншими даними — будинок причту). Микола Панін був старостою громади старообрядців біглопопівців (зараз Російська древлеправославна церква), і після своєї смерті він заповів свій будинок храму. У 1920-ті роки будівлю було націоналізовано. Постановою Глави Адміністрації Ростовської області № 411 від 9 жовтня 1998 року житловий будинок Миколи Паніна було взято під державну охорону як об'єкт культурної спадщини регіонального значення.

## Архітектура
Житловий будинок Паніна розташований на Ульяновській вулиці навпроти апсиди старообрядницького Покровського собору. Двоповерхова будівля має прямокутну конфігурацію в плані. Парадний фасад акцентований крайніми розкреповками з аттиками. Південно-східний кут будівлі увінчаний банею зі шпилем. Архітектурно-художній образ споруди формують штукатурний декор. Лопатки, розміщуються по всій висоті будинку, здійснюють вертикальне членування фасаду. Вікна першого поверху прямокутні, а на другому — мають напівциркульні завершення. Віконні прорізи декоровані геометричними вставками. На другому поверсі підвіконні ніші рустовані, а ніші над вікнами мають профіль складної конфігурації. Парадний вхід із двостворковими дверима знаходиться в правій частині фасаду.

## Галерея

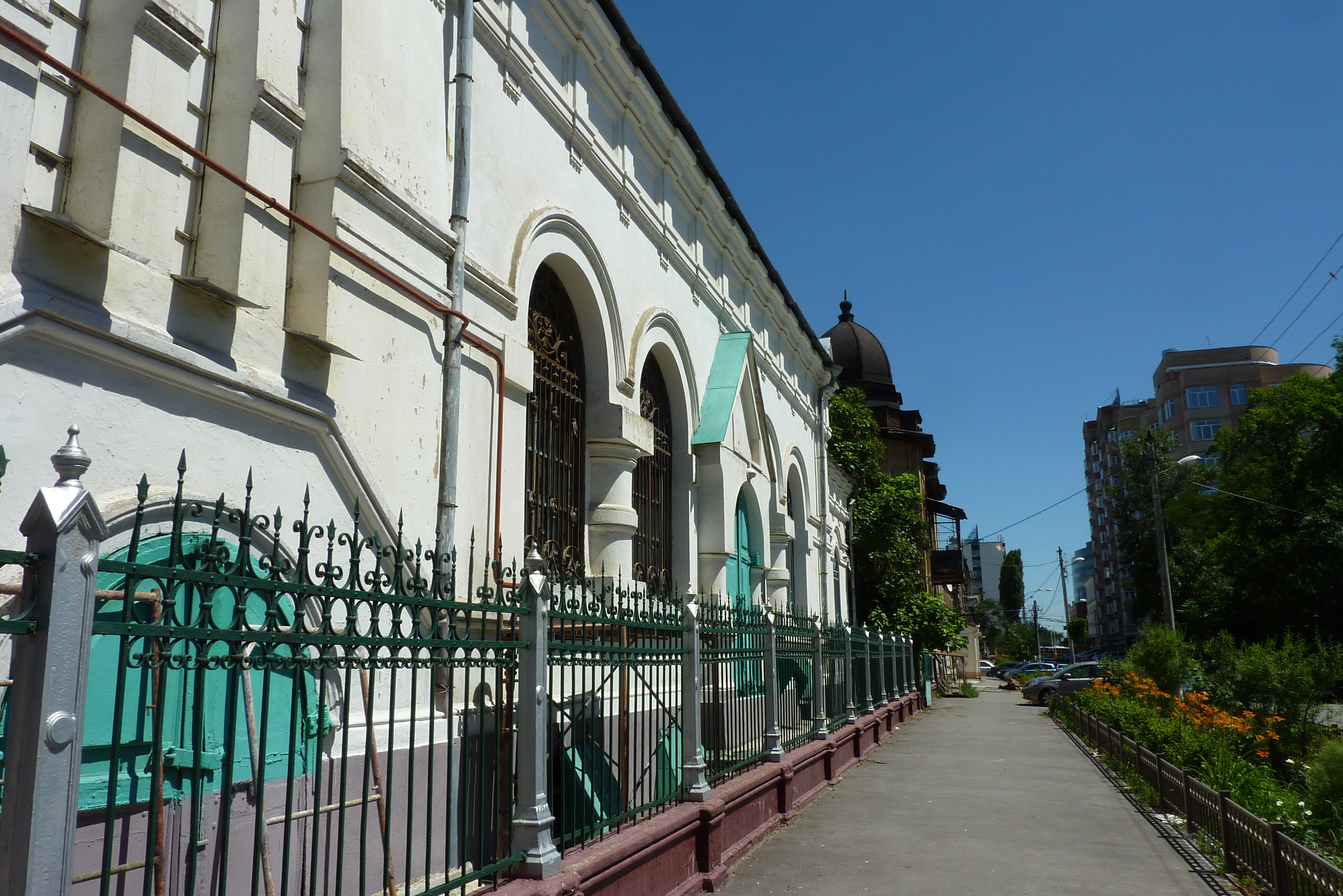
Собор Покрова Богородиці (вдалині — купол житлового будинку Паніна)